# 水窪駅
水窪駅（みさくぼえき）は、静岡県浜松市天竜区水窪町地頭方にある、東海旅客鉄道（JR東海）飯田線の駅。浜松市最東端の駅である。
特急「伊那路」を含む全列車が停車する。
一部の当駅始発の列車も設定されている。

## 歴史
- 1955年（昭和30年）11月11日：国鉄飯田線佐久間 - 大嵐間経路変更（佐久間ダム完成に伴う水没）に伴い、新線上に開設[1][2]。一般駅[2]。
- 1984年（昭和59年）1月16日：貨物取扱廃止[1]（旅客駅化）[2]。
- 1985年（昭和60年）3月14日：荷物扱い廃止[2]。
- 1987年（昭和62年）4月1日：国鉄分割民営化に伴い、JR東海の駅となる[2][3]。
- 2001年（平成13年）：簡易委託駅化。
- 2010年（平成22年）10月1日：無人駅化[1]。

## 駅構造
島式ホーム1面2線と、側線を持つ地上駅。駅舎は下り線側にあり、平岡方にある構内踏切でホームと結ばれている。
中部天竜駅管理の無人駅。以前は簡易委託駅であったが、2010年10月1日限りで無人駅化された。

### のりば
| 番線 | 路線      | 方向 | 行先               |
| ---- | --------- | ---- | ------------------ |
| 1    | CD 飯田線 | 下り | 天竜峡・飯田方面   |
| 2    | CD 飯田線 | 上り | 中部天竜・豊橋方面 |

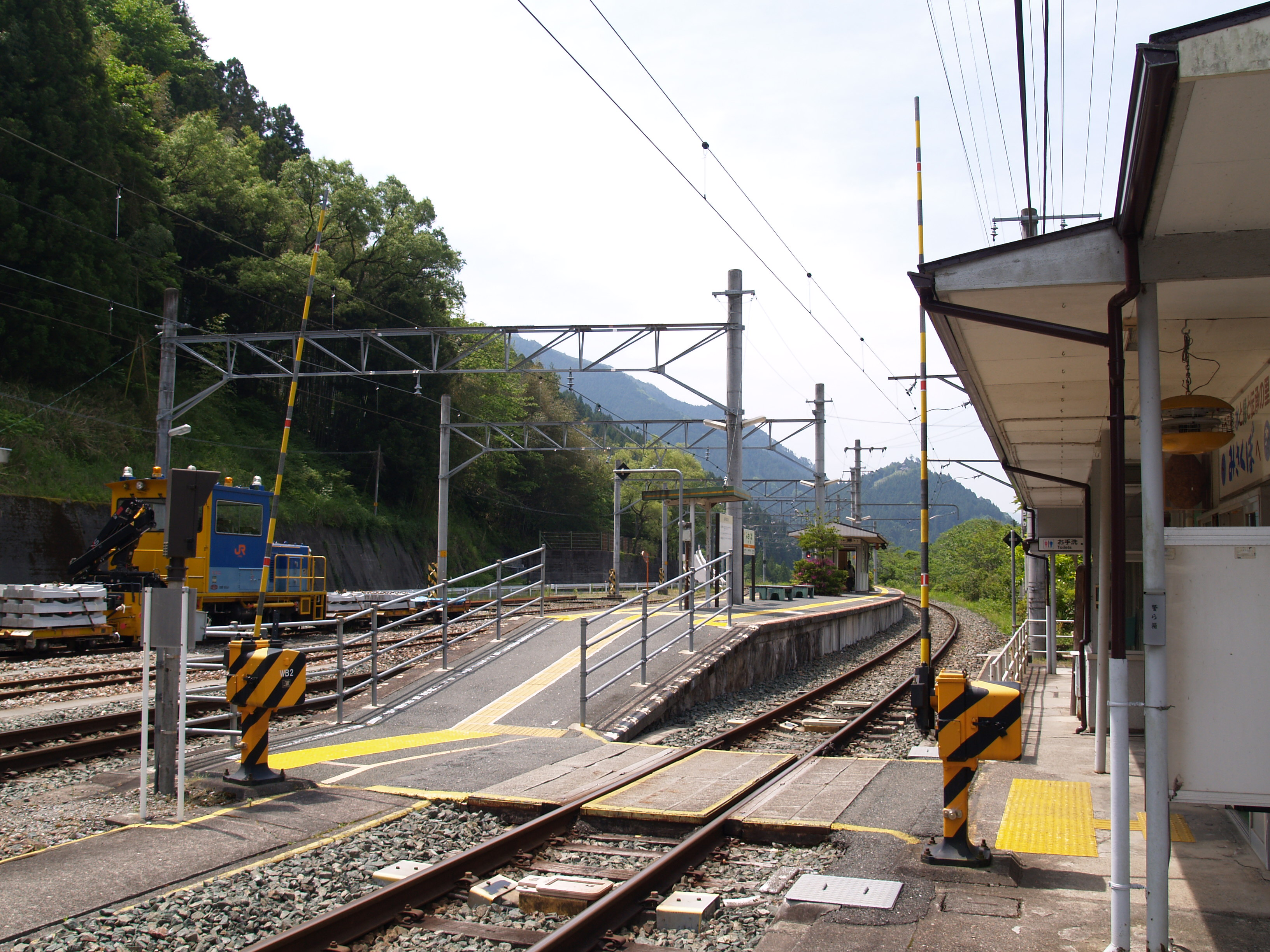
ホーム

## 利用状況
「静岡県統計年鑑」及び「浜松市統計書」によると、近年の1日平均乗車人員は以下の通り。
| 年度   | 1日平均 乗車人員 |
| ------ | ---------------- |
| 1993年 | 721              |
| 1994年 | 257              |
| 1995年 | 253              |
| 1996年 | 242              |
| 1997年 | 235              |
| 1998年 | 204              |
| 1999年 | 227              |
| 2000年 | 222              |
| 2001年 | 204              |
| 2002年 | 178              |
| 2003年 | 170              |
| 2004年 | 160              |
| 2005年 | 144              |
| 2006年 | 134              |
| 2007年 | 133              |
| 2008年 | 124              |
| 2009年 | 112              |
| 2010年 | 96               |
| 2011年 | 86               |
| 2012年 | 77               |
| 2013年 | 72               |
| 2014年 | 62               |
| 2015年 | 58               |
| 2016年 | 54               |
| 2017年 | 49               |
| 2018年 | 45               |
| 2019年 | 37               |

## 駅周辺
- 国道152号

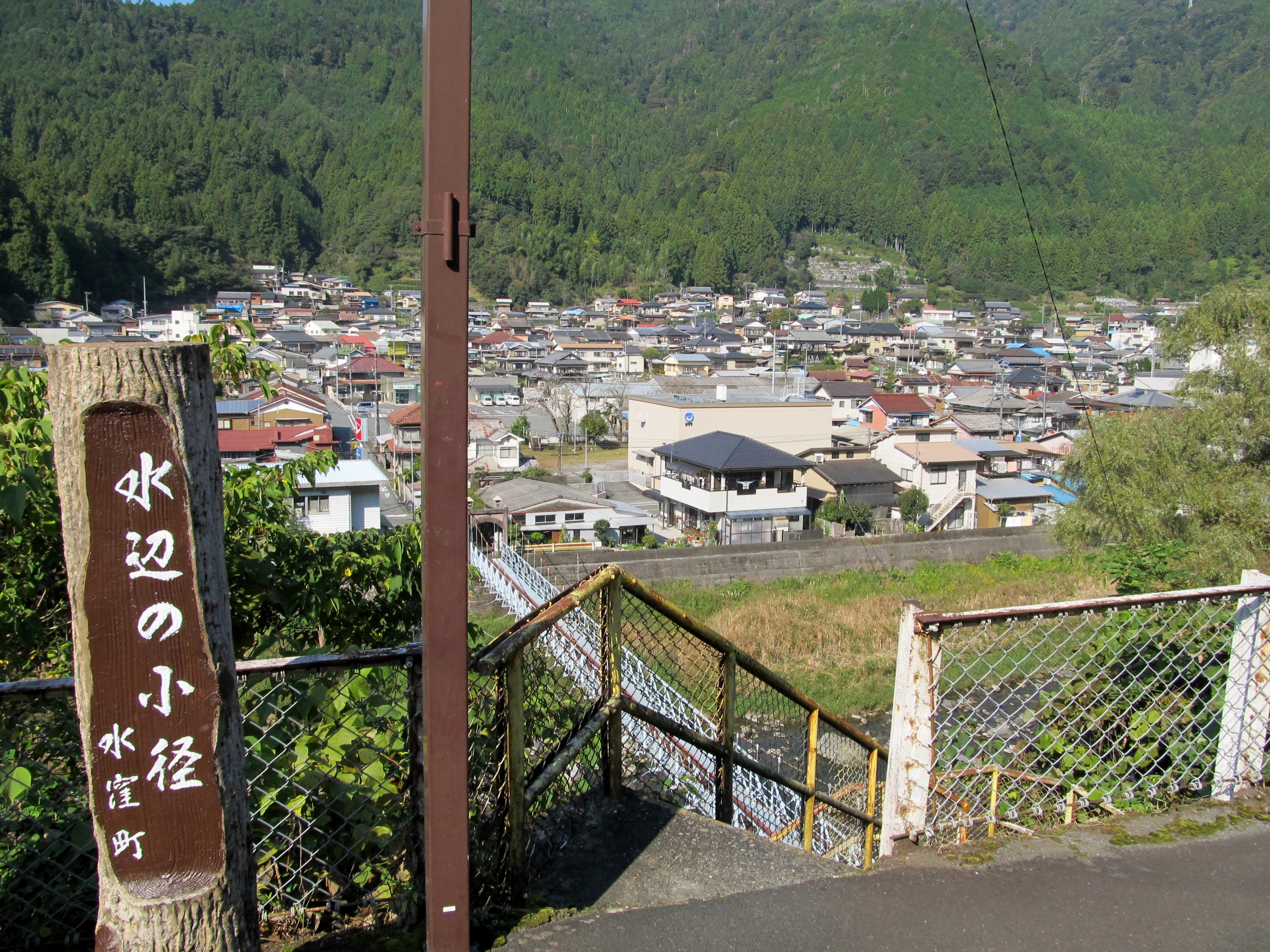
対岸に広がる水窪市街地（2022年10月）

- 旧水窪町の玄関駅として、飯田線中部区間（旧三信鉄道区間を含む）では比較的賑やかな駅である。
- 水窪市街地 - 水窪川左岸の高台に駅があり、徒歩で駅北西にある市街地へ向かう場合は、急な階段を降りて川岸に向かい、そこから吊り橋を渡るか、飯田寄りにある坂道（車道）を通る。
- 天竜警察署水窪分庁舎 - 旧水窪警察署
- 浜松市水窪協働センター
- 浜松市水窪文化会館

## バス路線
最寄りバス停は浜松市自主運行バスの水窪駅バス停。
- 池島線
  - 小畑[7]方面
  - 所能・遠木沢方面
  - 所能・池島・桂山方面
- 白倉線
  - 小畑[7]方面
  - 大沢口・大沢方面
  - 大沢口・草木・大嵐上方面

この他、駅前より坂を下った所にある水窪駅入口バス停からは同じく浜松市自主運行バス北遠本線が発着している。
- 浜松市自主運行バス北遠本線
  - 水窪町[7]方面
  - 城西駅前・相月駅前・西渡・瀬尻・西川・横山車庫・山東・天竜区役所・二俣仲町・西鹿島駅方面

## 隣の駅
東海旅客鉄道（JR東海）
CD 飯田線
- 特急「伊那路」停車駅

■快速（上りのみ運転）
城西駅 ← 水窪駅 ← 伊那小沢駅
■普通
向市場駅 - 水窪駅 - 大嵐駅